# Roudné (Bílý Újezd)
Roudné (německy Raudney) je malá vesnice, část obce Bílý Újezd v okrese Rychnov nad Kněžnou. Nachází se asi 1,5 km na východ od Bílého Újezda. Jde o skupinky rozesetých stavení, které zde vyrostly převážně v první polovině 19. století. Tehdy se v bezprostředním okolí těžila železná ruda pro huť ve Skuhrově nad Bělou. V pomyslném středu osady se nachází myslivecká chata Šesterák.
V roce 2009 zde bylo evidováno 26 adres. V roce 2001 zde trvale žilo 69 obyvatel.
Roudné leží v katastrálním území Bílý Újezd u Dobrušky o výměře 3,77 km2.

## Zajímavosti

### Těžba železné rudy
Na počátku 19. století byla ve Skuhrově nad Bělou vystavěna Růženina huť k tavbě a zpracování železa. Při tehdejším systematickém geologickém průzkumu okolí byla nalezena ložiska železné rudy také v Roudném nedaleko Bílého Újezda. Přestože název osady naznačuje, že zde dolování probíhalo již dříve, patrně ve středověku, nikdy nešlo o tak intenzivní těžbu, jaká zde probíhala v prvních dvou třetinách 19. století. V závěru tohoto období byl s rozvojem železniční sítě stále snadnější přístup ke kvalitnější rudě, čímž se místní těžba přestala vyplácet. Nové výzkumy roku 1958 jen potvrdily nevelkou kvalitu zdejších ložisek. Stopy po těchto průzkumech jsou ve stráních kolem Zlatého potoka patrné dodnes.
Ústí jedné ze štol se nalézá na levém břehu Zlatého potoka pod zemědělskou usedlostí čp. 6. Štola je zajištěná mříží. Má jednoduchý průběh v přímém směru se dvěma odbočkami. Profily jsou zhruba obdélníkové. Celková délka je 59 m. V jedné třetině je mírně rozšířený prostor částečně vyplněný vytěženou horninou. Ve štole jsou celkem tři hloubení plná vody odhadované hloubky do 2 m.
Druhou lokalitou je zalesněné návrší zvané „V Hrobkách“. Zde jsou dodnes stopy povrchové těžby a dále úpadní štola, která je zajištěna pevnou mříží. Pod povrchem je několik zčásti zaplavených a zčásti zasypaných podzemních chodeb.

### Přírodní divadlo
V 30. letech 20. století bylo Roudné známé divadelními představeními ve zdejším přírodním divadle.